# 二十世紀電氣目録
『二十世紀電氣目録』（にじゅっせいきでんきもくろく）は、結城弘による日本のライトノベル。イラストは池田和美、美術・背景は長谷百香が担当。2018年8月10日に京都アニメーションのKAエスマ文庫より刊行された。第8回京都アニメーション大賞長編小説部門奨励賞受賞作であり、この年唯一の受賞作でもある。2018年7月27日に京都アニメーションよりアニメ化が発表された。
京都アニメーションは、2018年7月に本作の文庫本の発売とアニメ化を発表し、同年8月9日に15秒と30秒のCM2種を公開したが、具体的な内容はまだ公開されていない。

## 登場人物
坂本 喜八（さかもと きはち）
本作の男性主人公。15歳。電気をこよなく愛し、幼少期に電気の発明品の予言書『電氣目録』を著した。これからは電気の時代だと信じて止まず、神仏を否定する。実家は大津にある寺だが、その否定から寺の住職を務める父と喧嘩をしたことで家出をし、現在は叔父が営む京都の蓬莱仏具店で働いている。
百川 稲子（ももかわ いなこ）
本作の女性主人公。15歳。京都の酒造りである百川酒造の次女。積極的だが、その性格から父に叱責されることも多々。多才な姉との比較から、自分への悲観と同時にその容姿への憧れを抱いている。神仏を信じて止まず、何か悩みがあるとよく神社へと足を運ぶ。
百川 規子（ももかわ のりこ）
稲子の姉。20歳。百川酒造の長女。妹の稲子とは対照的に何でもこなし、その容姿も稲子の憧れ。婚約者に幼馴染の陸がいるが、よく諍いをしてしまう。
陸 健吾（くが けんご）
規子の婚約者。24歳。規子とは犬猿の仲であり、結婚も保留中。稲子との仲は良好。
坂本 清六（さかもと せいろく）
喜八の兄。喜八に似る神仏への疑りがある。喜八が電気に興味を持ったのは清六によるものである。

## 用語
『電氣目録』
主人公の喜八が幼少期に著した、未来に発明されるであろう電気の発明品を妄想した予言書。かつて喜八の父に燃やされそうになっていたところを、兄の清六が預かることとなり、以後行方が分からなくなっていた。

## 既刊一覧
- 結城弘（著） / 池田和美（イラスト） 『二十世紀電氣目録』 KAエスマ文庫〈京都アニメーション〉、2018年8月10日発売[5]、ISBN 978-4-907064-88-4

## テレビアニメ
2018年7月にテレビアニメ化が発表された。